# Тетерятник Василь Кирилович
Тетерятник Василь Кирилович (27.11.1919 — 31.12.1999) — Герой Соціалістичної Праці (1952)

## Життєпис
Народився 27 листопада 1919 році в селі Громівка Новотроїцького району Херсонської області. Трудову діяльність розпочав у 1939 році.
У роки війни евакуйовував сільськогосподарську техніку. Переправляв через Сиваш поранених солдат та боєприпаси. З 1944 р. працював комбайнером колгоспу.
У 1952 році був удостоєний високого звання Героя Соціалістичної праці. На комбайні «Сталінець-6» зібрав 8500 цнт зерна. Неодноразовий переможець соціалістичних змагань.
Помер 31 грудня 1999 року. Похований на Громівському цвинтарі.

## Нагороди
- два ордени Леніна
- орден Трудового Червоного Прапора
- орден Жовтневої революції